# Enamórate (telenovela)
Enamórate es una telenovela mexicana producida por Gerardo Zurita y transmitida por TV Azteca en 2003.
Protagonizada por Yahir y Martha Higareda, con las participaciones antagónicas de Fernando Sarfatti, Amara Villafuerte, José Antonio de la O y María Inés Guerra. Cuenta además con las actuaciones estelares de Adriana Louvier, Marimar Vega y Michel Brown.

## Sinopsis
Yahir es un joven de muy buen nivel económico que tiene como sueño ser un ídolo musical con su grupo "Ícaro", pero su padre, Arturo, quiere verlo convertido en un gran profesionista como arquitecto. Yahir desafía a su padre abandonando las aulas universitarias y dedicarse por completo a la música. 
Celeste es una muchacha pobre que representa la alegría de su hogar, su carácter la ayuda a sobrellevar la pobreza y la invalidez de su madre, Isadora, quien vive atada a una silla de ruedas. Celeste trabaja con su padre en una obra de construcción que es propiedad de Arturo, el padre de Yahir, pero en su tiempo libre asiste a una escuela de arte para cumplir su sueño de ser bailarina, mismo sueño que tenía Isadora en su juventud.
Yahir y Celeste se encuentran por primera vez y desde ese momento descubren su gran amor. Sus corazones latiendo a mil y la pasión brotando con todas sus fuerzas. La vida ya no es igual para ellos. Yahir y Celeste empiezan una relación que tiene muchos enemigos.

## Elenco
- Yahir ... Yahir Jiménez
- Martha Higareda ... Celeste Serrano
- Fernando Sarfatti ... Arturo Jiménez
- Amara Villafuerte ... Marcia
- Mario Zaragoza ... Francisco Serrano
- Martha Cristiana ... Isadora de Serrano
- José Antonio de la O ... Federico
- María Inés Guerra ... Dulce María Alcázares
- Michel Brown ... Mariano
- Tamara Monserrat ... Consuelo
- Marimar Vega ... Fedra Gonzáles
- Juan Pablo Medina ... Samuel
- Jair de Rubín ... Rubén "El Negro"
- Guillermo Iván ... "El Punky"
- Fernando Noriega ... "El  Ángel"
- Mauricio Barrientos ... "El Diablo"
- Mariana Gajá ... Lucía
- Erik Hayser ... Canavatti
- Kenya Mori ... Jimena
- Humberto Busto ... Fabio
- Adriana Louvier ... "Pato"
- Zoraida Gómez ... "Darketa"
- Concepción Márquez ... "Mechita"

## Versiones
- Enamórate es un remake de la telenovela argentina EnAmorArte, producida por Telefe en 2001 y protagonizada por Emanuel Ortega y Celeste Cid.